# Harry Potter og Flammernes Pokal
|  | Denne artikel omhandler romanen. For filmen, se Harry Potter og Flammernes Pokal (film) |
 Der er for få eller ingen kildehenvisninger i denne artikel, hvilket er et problem. Du kan hjælpe ved at angive troværdige kilder til de påstande, som fremføres i artiklen.

Harry Potter og Flammernes Pokal (originaltitel: Harry Potter and the Goblet of Fire) handler om Harry Potters fjerde år på Hogwarts, der dette år afholder Turneringen i Magisk Trekamp.

## Handling
Sommerferien
Harry er hos sin onkel, tante og fætter (Vernon, Petunia og Dudley) igen og inde i halvdelen af sommerferien henter Athur, Fred, George og Ron Weasley Harry gennem Susepulver-netværket på vej tilbage til Vindelhuset taber Fred med vilje nogle Tungeslasker-karameller, hvorefter Dudley samler dem op og spiser dem og så begynder problemerne. Harry bliver bedt om at gå hen til Vindelhuset og Arthur må hjælpe Dudley lidt efter er han tilbage Fred og George får en skideballe og Harry tilbringer resten af ferien sammen med Ron, og Hermione som også er kommet. En nat får Harry en drøm om en gammel mand som smuglytter til Voldemorts planer hvorefter han bliver dræbt. De er også inde og se Verdensmesterskaberne i Quidditch på vejen møder de Cedric Diggory, som Harry har kendt i lang tid, og hans far Amos Diggory som med det samme kan se Harry. På stadion møder de også Draco og Lucius Malfoy og inden kampstart er Minister for Magi Cornelius Fudge der for at byde velkommen til De 420'ende verdensmesterskaber i Quidditch, for efter at starte kampen. Det er Bulgarerne mod Irene og som Bulgarernes søger er Viktor Krum. Efter kampen kommer Dødsgardisterne alle flygter Arthur og de andre flygter til Transit-nøglen. Desværre når Harry ikke med efter hærgen og ødelæggelse vågner Harry og ser ham råbe Morsmordre hvorefter Mørkets Tegn kommer op Voldemorts mærke Hermione og Ron kommer efter ham men samtidig kommer lederen af mesterskaberne Barty Ferm og anklager dem for at fremmane tegnet hvorefter Arthur siger, at det ikke var dem.
På Hogwarts
Dumbledore byder dette år velkommen til nogle gæster på Hogwarts og siger at det er to andre skoler hvorefter skolerne kommer ind. Skolerne hedder Beauxbatons og Durmstrang Beauxbatons forstanderinde hedder Madame Olympe Maxime og Durmstrangs rektor hedder Igor Kakaroff. Han byder også velkommen til lederen af Turneringen i Magisk Trekamp, Bartemius Ferm. Samtidig bydes en ny lærer i Forsvar mod Mørkets Kræfter, Alastor Skrækøje Dunder (Alastor "Madeye" Moody). Han viser også en genstand frem, Flammernes Pokal, som alle kan smide deres navne i hvis man er atten år. Han viser også en anden genstand frem, Trekampspokalen som deltagerne skal finde i den sidste disciplin.
Turneringen
Harry bliver af Flammernes Pokal udvalgt til at deltage, selvom han er tre år for ung. Sammen med Harry bliver også valgt: Cedric Diggory, Fleur Delacour fra Beauxbatons og Viktor Krum fra Durmstrang.
Høringen
En aften hvor Dumbledore snakker med Dunder og Fudge om Turneringen og Harry kommer Harry ind og afbryder og Dumbledore siger at han og ministeren er færdig han byder Harry på Lakrids-Snappere (en form for levende små lakridser der kan bide) og da Dumbledore går ud af kontoret kommer Mindekarret til syne så Harry dykker ned i karret og lander mit i en hørring og det er den tidligere dømte Dødsgardist Igor Kakaroff der bliver forhørt af Barty Ferm hvor Igor siger nogle kendte Dødsgardister samt Severus Snape hvor Dumbledore bryder ud og forsvarer ham og så bryder han ud med: Barty Ferm. Junior. hvorefter Ferm Jr. bryder ud men bliver standset af Dunder. Da Harry ryger tilbage i kontoret hos Dumbledore der fortæller han Harry at han skal udvise forsigtighed.
Om Turneringen
Han skal i løbet af bogen igennem tre discipliner, og samtidig huske på at nogen måske er ude efter ham. Udover megen moralsk støtte fra Hermione, får Harry også mistænkelig meget hjælp fra den nye lærer Skrækøje Dunder.
De tre discipliner er:
- Kamp mod en drage om et Gyldent Æg og kun med tryllestav.
- Søen, find det du mangler mest. Søg hvor vores stemmer høres. Det aldrig over landjord føres. En time lang du har at lede. For at finde hvad vi tog.
- Labyrinten, find Pokalen

Juleballet
Det er også i denne bog at piger og drenge for første gang begynder at interessere sig for hinanden. Harry bliver forelsket i Ravenclawpigen Cho Chang. Hermione en romance med den bulgarske Quidditchspiller Viktor Krum. Dette bryder Ron Weasley sig absolut ikke om; han er nemlig også hemmeligt forelsket i Hermione.
Alt dette sker i forbindelse med Juleballet som er en tradition hver gang de holder Turneringen i Magisk Trekamp.
Kirkegården / Mørkets Herre
Efter Harry har fået ægget fra dragen, hørt budskabet, befriet en ven fra Den Sorte Sø, vundet Pokalen sammen med Cedric som Harry har reddet, er han blevet teleporteret hen på en Kirkegård og Cedric der mener at det er en Transitnøgle bliver kort efter dræbt af Peter Pettigrew alias Ormehale omgående bliver der tændt ild i en gryde og Ormehale der slæber på et sort bundt smider det ned i gryden hvorefter han sætter ild til en knogle mens han mumler remsen: Faderens jordiske rester skænket uden vidende. han hugger sin hånd af med en kniv. Kød givet fra tjeneren villigt givet som offergave. Han skar i Harrys arm og tog blodet ned i gryden. Og fjendens blod hvorefter Mørkets Herre, Lord Voldemort, får sin egen krop tilbage han hidkalder sine Dødsgardister og er skuffet over at de ikke prøvede at finde ham. dog belønner han Ormehale med at give ham en Sølv-hånd og kort efter torturerer han Harry med Doloroso-forbandelsen kort efter udfordre han også Harry Potter til en duel. Harry bruger Expelliarmus, Voldemort bruger Avada Kedavra, "Dræberforbandelsen", hvorefter besværgelserne rammer hinanden og da Harry og Voldemorts tryllestave er ens, eller sagt på en anden måde: Brødre, skaber det magien Priori Incantatem og på grund af at Voldemort har dræbt så mange, kommer ånderne Lily Potter, James Potter, Cedric Diggory og den gamle mand Frank Bryce, som Harry havde en drøm om at Voldemort dræbte, frem. Lily og James siger at han skal nå tilbage til Transitnøglen når forbindelsen bliver brudt og Cedric beder ham om at tage hans krop med tilbage til sin far. herefter Harry bryder forbindelsen og tager Cedric og Bruger Accio på Transitnøglen hvorefter de er tilbage ved starten af Labyrinten.
Barty Ferm Junior
Harry bliver taget fra Cedric og bliver trukket med ind på Dunders kontor her bliver det afsløret at han hjalp Neville og Cedric med at hjælpe Harry. Det bliver også senere afsløret af professorerne McGonagall, Snape og Dumbledore at Skrækøje Dunder i virkeligheden er Barty Ferm Jr. der har drukket Polyjuice-Eliksir og at han havde låst den rigtige Alastor skækøje Dunder ned i en kiste med syv låg hvor ved den inderste havde et kilometerlangt rum hvor efter de alle går sin vej.
Sørge-aftenen
Den følgende aften holder de begravelsen for Cedric hvor alle er inviteret og Dumbledore holder en lang og sørgelig men klog tale.
| Bog | Spire Denne artikel om bøger og tidsskrifter er en spire som bør udbygges. Du er velkommen til at hjælpe Wikipedia ved at udvide den. |